# Miguel Ángel Márquez
Miguel Ángel Márquez Guerrero (Villafranca de los Barros, 20 de febrero de 1959) es un escritor español y catedrático de teoría de la literatura (Universidad de Huelva).

## Biografía
Nació el 20 de febrero de 1959 en Villafranca de los Barros (Badajoz). Estudió en el Colegio San José de los Jesuitas de su pueblo natal. Cuando terminó el bachillerato, se trasladó a Sevilla, en cuya Universidad se licenció en Filología Clásica con una Tesina sobre Propercio y el epigrama helenístico. Se incorporó como Ayudante a varias universidades españolas (Universidad de Las Palmas de Gran Canaria, Universidad Autónoma de Madrid, Universidad de Extremadura y Universidad de Sevilla). En 1990, obtuvo el doctorado en la Universidad Autónoma de Madrid con la Tesis “Las gnomai de Baquílides”, más tarde publicada por la Universidad de Sevilla (1992). Ha sido profesor titular de Filología Griega (1995-1997) y de Teoría de la literatura (1997-2003). Desde 2003, es catedrático de Teoría de la literatura.

## Obras literarias
- Semejante a la dicha, poemario  publicada en 1996 gracias a un premio de la Fundación Odón Betanzos. Este poemario está escrito en verso libre de ritmo endecasilábico y se compone de 26 poemas que responden a una estructura lineal, similar a la de los cancioneros o colecciones amatoria, y que asciende poco a poco hasta el estado que da título a la obra.[1]
- Berlín/Sevilla. Punto de fuga, novela publicada en 2013 por la editorial Renacimiento, una novela biográfico-familiar sobre una familia hispano-alemana durante cuatro generaciones. Recibió una reseña de A. Basanta en El Cultural.
- No somos flacas mujeres, novela publicada en 2021 por la Editorial Sial Pigmalión. Le han dedicado reseñas Luis Beltrán (reseña en Zenda), José María Pozuelo Yvancos (reseña en el Cultural de ABC) y Manuel Pecellín (reseña en Hoy).

## Estudios de Métrica
Entre sus publicaciones académicas, destacan las que abordan el origen y el funcionamiento del endecasílabo y el verso libre español, en revistas internacionales especializadas, como Hispanic Review, Bulletin of Hispanic Studies, Rhythmica o Revista de Literatura. En el estudio del verso libre, ha aportado, por una parte, el análisis de las combinaciones de versos que amplían la variedad de la silva modernista con un verso compuesto mayor que el alejandrino, y que sigue el ritmo endecasilábico general. Por otra parte, un sistema de análisis objetivo de esos versos compuestos a los que, en general, se les llama versículos. Además, en otros trabajos, demuestra la importancia cuantitativa y cualitativa de la rima en el verso libre de Juan Ramón Jiménez, V. Aleixandre o L. Cernuda.

En cuanto al endecasílabo, ha propuesto la tesis de que Garcilaso de la Vega para la adaptación del endecasílabo no solo tuviera en cuenta los precedentes italianos, sino también la propio Horacio, puesto que su endecasílabo sáfico presenta, sobre la estructura cuantitativa, un patrón acentual indiscutible con tres variedades, acentos en: a) 1ª, 4ª, 6ª y 10.ª sílabas; b) 1ª, 4ª, 8ª y 10.ª sílabas; y c) 1ª, 4ª, 6ª, 8ª y 10.ª sílabas.

En uno de sus últimos trabajos sobre el endecasílabo, en primer lugar, se ofrece una nueva tipología, que ha sido bien acogida. Se distinguen tres tipos primarios a partir de los acentos identificadores (común, sáfico, y horaciano con acentos en 4ª, 6ª y 10.ª), frente a los dos habituales (común y sáfico), lo que dejaba en un campo incierto al endecasílabo con acentos en 4ª, 6ª y 10.ª sílabas, como ya intuyó Dámaso Alonso, y cuya ambigüedad se muestra en su diferentes consideración en los distintos manuales. En segundo lugar, demuestra que el núcleo rítmico que explica todos los patrones acentuales es la cláusula cuaternaria que puede combinarse después del primer acento identificador con cláusulas binarias, propuesta que ha sido bien acogida entre los metricistas.

## Traducciones de clásicos greco-latinos
- Arias Montano. Tractatus de figuris rhetoricis cum exemplis ex sacra scriptura petitis,  edición, aparato crítico, aparato de referencias y traducción de Miguel Á. Márquez Guerrero, introducción y notas, introducción de L. Gómez Canseco, Madrid-Huelva: Ediciones Clásicas y Servicio de Publicaciones de la Universidad de Huelva, 1995, ISBN 84-88751-06-0.
- Epigramas eróticos griegos. Antología Palatina (Libros V y XII), revisión de la edición, traducción y notas del libro V y "Pervivencia del epigrama griego en la literatura española" de Miguel Á. Márquez; revisión de la edición, traducción y notas del libro XII  y el resto de la Introducción de Guillermo Galán, Madrid: Alianza, 2001, ISBN 84-206-3932-X.
- Dionisio de Halicarnaso. Sobre la composición literaria. Sobre Dinarco. Primera carta a Ameo. Carta a Pompeyo Gémino. Segunda carta a  Ameo, revisión de la edición, traducción, introducción y notas de Sobre la composición literaria de Miguel Á. Márquez, Madrid: Gredos (BCG 287), 2001, ISBN 84-249-2290-5.
- Alcidamante de Elea: Testimonios y fragmentos. Anáximenes de Lámpsaco: Retórica a Alejandro, Madrid: Gredos (BCG 341), 2005, ISBN 84-249-2782-6.

## Monografías
- Las gnomai de Baquílides, Sevilla: Servicio de Publicaciones de la Universidad de Sevilla, 1992, 190 pp. ISBN 84-7405-000-0.
- Retórica y retrato poético, Huelva: Servicio de Publicaciones de la Universidad de Huelva, 2001, ISBN 84-95089-69-6.
- El endecasílabo garcilasiano, Madrid: Sial Pigmalión, 2022, 210 pp. ISBN 978-84-18888-48-9.

## Premios
- I Premio de Investigación del I Concurso de la Facultad de Filología, Universidad de Sevilla, (1983), con el trabajo "La libertad del verso".[10]
- Concurso del Sello y de su leyenda de la Universidad de Huelva (1991), junto a José Luis Gozálvez.
- Accésit en la XIV edición del premio de poesía Odón Betanzos (1994) con el poemario Semejante a la dicha.